# Красуня і Чудовисько (фільм, 1991)
«Красуня і Чудовисько» (англ. Beauty and the Beast) — анімаційний фільм 1991 року від студії Walt Disney Pictures, на основі однойменної французької народної казки. У 2006 році був занесений до списку найкращих американських фільмів-мюзиклів за версією Американського інституту кіномистецтва. На 18 вересня 2018 року фільм займав 247-му позицію у списку 250 найкращих фільмів за версією IMDb.
У жовтні 2011 року, після касового успіху повторного кінопрокату 3D-версії Короля Лева, кіностудія Disney вирішила повторно випустити у 3D форматі ще чотири свої повнометражні мультфільми, зокрема мультфільми «Красуня та чудовисько 3D», «У пошуках Немо 3D», «Корпорація монстрів 3D» та «Русалонька 3D». Наступного року, до двадцятиріччя мультфільму, його було перевидано у форматі 3D і 13 січня 2012 року мультфільм вийшов в американський прокат. В українському прокаті 3D версія «Красуні і Чудовиська» з'явилася 22 березня 2012 року.

## Сюжет
До замку приходить чаклунка, переодягнена на стару жебрачку, і пропонує жорстокому й егоїстичному принцу зачаровану троянду в обмін на притулок під час бурі. Коли він зневажливо відмовляє їй, вона розкриває свою справжню подобу й накладає прокляття: перетворює принца на чудовисько, а його слуг — на предмети домашнього вжитку. Щоб зняти чари, принц має навчитися любити й здобути взаємне кохання до того, як упаде остання пелюстка троянди. Інакше він назавжди залишиться чудовиськом.
Кілька років потому в сусідньому селі живе Белль — дівчина, яка обожнює книги й мріє про пригоди. Вона постійно відкидає залицяння Гастона — зарозумілого мисливця. Її батько, винахідник Моріс, вирушає на ярмарок, щоб презентувати свою машину для рубання дров, але губиться в лісі. Шукаючи прихистку, він натрапляє на замок Чудовиська й потрапляє в полон за вторгнення.
Дізнавшись, що батька ув’язнено, Белль знаходить замок і пропонує залишитися замість нього. Чудовисько погоджується. У замку Белль знайомиться з зачарованими слугами: підсвічником Люм’єром, годинником Когсвортом, чайником місіс Поттс та її сином-чашкою Чипом. Коли Белль знаходить зачаровану троянду, Чудовисько лютує, і вона тікає з замку. У лісі на неї нападають вовки, але Чудовисько рятує її, отримавши поранення. Доглядаючи за ним, Белль починає пізнавати його добру сутність, і між ними зароджуються почуття.
Тим часом Моріс намагається переконати жителів села, що його донька в полоні у чудовиська, але йому не вірять. Гастон підкупляє власника психіатричної лікарні, щоб той оголосив Моріса божевільним — у такий спосіб він хоче шантажувати Белль, змушуючи її вийти за нього в обмін на свободу батька. Та Моріс вирушає на порятунок сам.
Дізнавшись про біду за допомогою чарівного дзеркала, Белль повертається додому. З любові до неї Чудовисько відпускає Белль. У селі вона показує дзеркало, доводячи існування Чудовиська й доводячи розсудливість батька. У відповідь Гастон, охоплений ревнощами, кидає Белль і Моріса в підвал і нацьковує село на Чудовиська. Чип, який потай вирушив з Белль, визволяє їх, скориставшись машиною Моріса.
Поки зачаровані слуги захищають замок від селян, Гастон нападає на Чудовиська. Знедолене Чудовисько не чинить опору, але, побачивши повернення Белль, знаходить у собі сили й щадить Гастона. Той у відповідь смертельно ранить Чудовиська, але сам падає з даху й гине.
Белль зі сльозами зізнається в коханні до Чудовиська саме в ту мить, коли падає остання пелюстка. Прокляття зникає — Чудовисько знову стає принцом, а всі зачаровані мешканці повертають людську подобу. Згодом принц і Белль влаштовують бал для всього королівства.

## Оригінальне озвучування
| Персонажі     | Англійською       |
| ------------- | ----------------- |
| Белль         | Paige O'Hara      |
| Чудовисько    | Robby Benson      |
| Ґастон        | Richard White     |
| Лєфу          | Jesse Corti       |
| Мауріц        | Rex Everhart      |
| Люм'єр        | Jerry Orbach      |
| Когсворт      | Девід Огден Стірс |
| Місіс Потс    | Анджела Ленсбері  |
| Чіп           | Bradley Pierce    |
| Тітонька Шафа | Jo Anne Worley    |
| Бабетта       | Mary Kay Bergman  |
| Лікар         | Tony Jay          |
| Оповідач      | Девід Огден Стірс |
| Філіп         | Hal Smith         |
| Оповідач      | Brian Cummings    |
| Пекар         | Alvin Epstein     |

## Український дубляж
До двадцятиріччя мультфільму у 2012 році його знову випустили у кінопрокат, тепер у форматі 3D.
Українською мовою фільм було дубльовано на студії «Le Doyen» на замовлення «Disney Character Voices International» у 2010 році.
- Режисер дубляжу — Іван Марченко
- Перекладач тексту та пісень — Роман Дяченко
- Музичний керівник — Іван Давиденко
- Звукорежисери — Дмитро Мялковський, Марія Нестеренко, Олексій Бевз
- Координатор дубляжу — Ольга Боєва
- Творчий консультант — Michal Wojnarowski
- Диктор — Олександр Ігнатуша

| Персонаж (оригінальне ім'я) | Оригінальне озвучення | Український дубляж   |
| --------------------------- | --------------------- | -------------------- |
| Бель (Belle)                | Пейдж О'Гара          | Ганна Сирбу          |
| Чудовисько (Beast)          | Роббі Бенсон          | Роман Семисал        |
| Ґастон (Gaston)             | Річард Вайт           | В'ячеслав Рубель     |
| Лєфу (Lefou)                | Джессі Корті          | Назар Задніпровський |
| Люм'єр (Lumiere)            | Джеррі Орбах          | Ігор Тимошенко       |
| Когсворт (Cogsworth)        | Девід Оґден Стаєрс    | Сергій Озіряний      |
| Пані Поц (Mrs. Potts)       | Анжела Ленсбері       | Надія Кондратовська  |
| Мауріц (Maurice)            | Рекс Еверхарт         | Аркадій Фуровський   |
| Книгар (Bookseller)         | Елвін Епштейн         | Віталій Дорошенко    |
| Пекар (Baker)               | Алек Мерфі            | Микола Карцев        |
| Піч (Stove)                 | Брайан Каммінґс       | Микола Карцев        |
| Оповідач (Narrator)         | Девід Оґден Стаєрс    | Олександр Ігнатуша   |

## Нагороди
Оскар
- Найкраща музика до фільму (Алан Менкен)
- Найкраща пісня до фільму («Beauty and the Beast»)

Золотий глобус
- Найкращий фільм (комедія або мюзикл)
- Найкраща музика до фільму
- Найкраща пісня до фільму («Beauty and the Beast»)

Премія Ґреммі
- Найкращий альбом для дітей
- Найкраще вокальне поп-виконання дуетом або групою («Beauty and the Beast»)
- Найкращий альбом, що є саундтреком до фільму, телебачення або іншого візуального подання
- Найкраща пісня, написана для кіно, телебачення або іншого візуального подання («Beauty and the Beast»)
- Найкраще інструментальне поп-виконання («Beauty and the Beast»)